# Параллельный мир (фильм)
«Параллельный мир» (англ. Cool World, также известен как «Крутой мир») — американский полнометражный мультфильм 1992 года режиссёра Ральфа Бакши о взаимоотношениях людей и иллюзорного мира.

## Сюжет
В 1945 году в Лас-Вегасе ветеран Второй Мировой войны Фрэнк Харрис (Брэд Питт) в результате столкновения с пьяным водителем перемещается в иную реальность под названием «сумасшедший мир» — жестокий, извращённый город с сюрреалистическими пейзажами и жестокими рисованными героями. 47 лет спустя (1992 год) один заключённый, художник-иллюстратор, Джек Дибс (Гэбриэл Бирн), создаёт комикс «Крутой мир» с главной героиней нимфоманкой Холли Вуд (озвучена Ким Бэйсингер). Холли изъявляет желание переместиться в реальный мир, однако Фрэнк, который теперь работает детективом в «Параллельном мире», запрещает ей это.
После освобождения из тюрьмы Джек оказывается в иллюзорном мире Голливуда, и Холли тайком проводит его в специальный клуб для «мультяшек» ибо Джек — художник-мультипликатор. Фрэнку не нравится появление Джека, и он в грубой форме объясняет тому, что Параллельный мир существовал задолго до того, как Джек создал свой мультфильм, а также предупреждает, что люди с «мультяшками» не спят. Во время повторного визита Джека в Параллельный мир Холли соблазняет его, в результате чего становится человеком.
Фрэнк, тем временем, пытается наладить отношения с «мультяшкой» Лонетт (озвучена Кэнди Мило), и временно передаёт свои обязанности детектива своему напарнику — «мультяшке» пауку Нэйлсу (озвучен Чарльзом Адлером).
Джек и Холли перемещаются в реальность, и из-за этого нарушается барьер между параллельными измерениями. Фрэнк обнаруживает, что Нэйлс исчез, и решает отправиться в реальный мир, чтобы поймать Джека и Холли, которые начали менять своё обличье между «мультяшками» и людьми. Видя, что с ними происходит, Холли рассказывает Джеку о «Луче силы» — артефакте, помещённом на крышу казино Лас-Вегаса одним «мультяшкой», переместившимся в реальный мир. Однако Джек скептически относится к этой идее, и Холли отправляется искать артефакт сама. На крыше казино её находит Фрэнк, но она сталкивает его с крыши. Она находит артефакт, превращает себя и Джека в «мультяшек» (его теперь озвучивает Морис Ламарш), и открывает проход в Параллельный мир, выпустив бесчисленных рисованных монстров.
Джек как супергерой сражается со злобными «мультяшками» и добывает «Луч силы», с помощью которого Холли и остальные возвращаются в Параллельный мир.
В конце фильма выясняется, что если человек убит «мультяшкой», то он возрождается в Параллельном мире в виде «мультяшки». Поэтому Фрэнк становится «мультяшкой» и может продолжить отношения с Лонетт, а Холли вынуждена быть с Джеком, превратившимся в супергероя.

## В ролях
- Ким Бейсингер — Холли Вуд
- Брэд Питт — детектив Фрэнк Харрис
- Гэбриэл Бирн — Джек Дибс
- Майкл Абрамс — Дженнифер Мэйли
- Дирдри О’Коннелл — Изабель Мэйли
- Кэнди Майло — Лонетт
- Чарльз Адлер — паук Нэйлс
- Брайан Каммингс — робо-пёс (в титрах не указан)